# Меррилл, Джеймс
Джеймс Меррилл (англ. James Ingram Merrill, 3 марта 1926, Нью-Йорк — 6 февраля 1995, Тусон) — американский поэт, прозаик, драматург.

## Биография
Сын основателя брокерской фирмы, вырос в богатой семье, воспитывался гувернанткой прусско-английского происхождения, обучавшей его французскому и немецкому языку. Когда Джеймсу было тринадцать лет, родители развелись. Учился в престижной школе в Лоренсвилле (Нью-Джерси). Рано начал писать стихи и прозу, первую книгу опубликовал на деньги отца. В 1943 поступил в Амхерст-колледж. Служил в армии (1944—1945), после войны вернулся в колледж и закончил его в 1947, защитил диплом по творчеству Пруста. К этому времени второй сборник стихов Меррилла «Черный лебедь» был выпущен на средства его возлюбленного и напечатан в Афинах. В 1951 в издательстве Альфреда Кнопфа вышла книга его избранного Ранние стихотворения.
С 1953 Меррилл на протяжении нескольких десятилетий делил жизнь с писателем Дэвидом Джексоном. Преподавал на отделении английского языка в Амхерстском колледже (1955—1956). В Нью-Йорке была поставлена и с успехом шла его пьеса «Бессмертный муж», был опубликован его первый роман «Сераль». В 1959 вышла книга стихов «Страна тысячелетнего мира». С 1959 поэт со своим спутником каждый год несколько месяцев проводил в Греции, испытал глубокое влияние Константина Кавафиса. С 1979 Меррилл и Джексон каждый год несколько месяцев проводили также в Ки-Уэст (Флорида).
Меррилл основал благотворительный фонд в поддержку литературы и искусства, дружил с Элизабет Бишоп и Майей Дерен. Был канцлером Академии американских поэтов (1979—1995).
Скончался от инфаркта, вызванного последствиями СПИДа.

## Творчество
Новым и неожиданным поворотом в творчестве Меррилла стал цикл поэтических книг под общим названием «Переменчивый свет над Сандовером» (полностью издан в 1982): «Книга Эфраима» (1976), «Мирабель: Книги чисел» (1978, Национальная книжная премия), «Сценарий для маскарада» (1980) и «The Higher Keys» (1981). Критика сопоставляла этот лироэпический цикл с «Божественной комедией» Данте, «Потерянным раем» Мильтона, «Бракосочетанием Рая и Ада» Уильяма Блейка.

## Произведения

### Книги стихов
- Чёрный лебедь/ The Black Swan (1946)
- Ранние стихи/ First Poems (1951)
- Страна тысячелетнего мира/ The Country of a Thousand Years of Peace (1959)
- Уотер-стрит/ Water Street (1962)
- Ночи и дни/ Nights and Days (1966, Национальная книжная премия)
- Огненный экран/ The Fire Screen (1969)
- Braving the Elements (1972, Премия Боллингена)
- Божественные комедии/ Divine Comedies (1976, Пулитцеровская премия)
- Мирабель: Книги чисел/ Mirabell: Books of Number (1978)
- Сценарий для маскарада/ Scripts for the Pageant (1980)
- Переменчивый свет над Сандовером/ The Changing Light at Sandover (1982)
- Из первых девяти книг/ From the First Nine: Poems 1946—1976 (1982)
- Late Settings (1985)
- The Inner Room (1988)
- Избранные стихотворения 1946—1985/ Selected Poems 1946—1985 (1992)
- A Scattering of Salts (1995)

### Проза
- Recitative (1986), эссе
- A Different Person (1993), мемуары
- Collected Prose (2004)

### Романы
- Сераль/ The Seraglio (1957)
- Дневник Дьявола/ The (Diblos) Notebook (1965, Национальная книжная премия)

### Драмы
- День рождения/ The Birthday (1947)
- Бессмертный муж/ The Immortal Husband (1955)

## Признание
Национальная книжная премия (1967, 1979). Пулитцеровская премия (1977). Член Американской академии искусств и наук (1978).